# 푼착 만달라
푼착 만달라 또는 만달라봉 (1963년까지는 줄리아나톱 또는 줄리아나봉)은 인도네시아 파푸아고원주에 위치한 산이다. 4,760 미터 (15,617 ft)로 자와위자야 (오렌지) 산맥의 최고봉이며 세컨드 세븐 서미츠에 포함된다. 서쪽으로 350km 떨어진 푼착자야산/카르스턴스산(4884m)에 이어 만달라는 오세아니아, 오스트랄라시아, 뉴기니섬, 그리고 인도네시아에서 두 번째로 높은 독립 산이다.

## 어원
현지에서는 산봉우리를 아플림 아폼(Aplim Apom)이라고 부르는데, 이는 창조주 아탕키(Atangki)가 인간인 아플림 아폼 시빌키(Aplim Apom Sibilki, 아플림 아폼의 자녀들)를 창조한 성스러운 장소이다. 인도네시아 행정부 하에서 이 산은 만달라봉(Mandala Peak)이라고 불린다. 당시 그 이유는 기록되지 않았지만, 만달라라는 이름은 아플림 아폼의 창조 신화와 일치한다. 이 산은 우주의 중심이자 아탕키가 거주하는 신화적인 장소로 여겨진다.

## 지질
만달라는 서부 뉴기니의 세 개의 높은 육괴 중 하나로, 카르스턴스 및 트리코라 복합체와 함께 있다. 이 봉우리는 한때 만년설을 가지고 있었으나, 1989년에 마지막으로 관측되었고 2003년에는 사라졌다. 셔틀 레이더 지형 임무(Shuttle Radar Topography Mission) 데이터에 따르면, 이 봉우리는 1960년경 만년설을 잃은 푼착 트리코라보다 높을 가능성이 있다.

## 등정
접근 경로의 외딴 정도와 어려움 때문에 만달라는 (많은 뉴기니 봉우리들처럼) 거의 등정되지 않았다. 1959년 네덜란드 스타 산맥 탐험대의 등반가들은 9월 9일에 봉우리 등정에 성공했다.
오스트리아 등반가 크리스티안 슈탕글은 세컨드 세븐 서미츠와 써드 세븐 서미츠를 처음으로 등정한 사람이 되기 위한 시도의 일환으로 2012년 2월 28일에 만달라를 등정했다.

## 같이 보기
- 동남아시아의 산 목록
- 말레이 제도 울트라 목록
- 뉴기니섬의 최고봉 목록

## 더 읽어보기
- "푼착 만달라" at GunungBagging.com